# Квіткоїд червоногорлий
Квіткоїд червоногорлий (Dicaeum retrocinctum) — вид горобцеподібних птахів родини квіткоїдових (Dicaeidae).

## Поширення
Вид поширений на Філіппінах. Вважався ендеміком острова Міндоро до початку 1990-х років, коли його несподівано виявили на Панаї та Негросі. Мешкає в тропічних вологих низинних лісах на висоті до 1000 метрів над рівнем моря. Він віддає перевагу первинним і вторинним лісам, але також відвідує кокосові плантації.

## Спосіб життя
Як і інші квіткоїди, харчується переважно фруктами, особливо інжиром та омелою. Він також доповнює свій раціон павуками. Здобування корму здійснюється в кронах дерев поодинці або парами.